# Kama (hinduisme)
 For alternative betydninger, se Kama. (Se også artikler, som begynder med Kama)
Kāmadeva er den hinduistiske gud for kærlighed. Han er også kendt under mange andre navne, for eksempel Madana ("berusende")  og Kāma ("begær").
Kāmadeva bliver afbildet som en smuk ung mand med vinger. Han bærer bue og pil. Buen er lavet af et sukkerrør, og der sidder honningbier derpå; pilene er udsmykket med 5 forskellige duftende blomster, og strengen består af en kæde af honningbier.
| Religion | Spire Denne religionsartikel er en spire som bør udbygges. Du er velkommen til at hjælpe Wikipedia ved at udvide den. |